# Glendalough

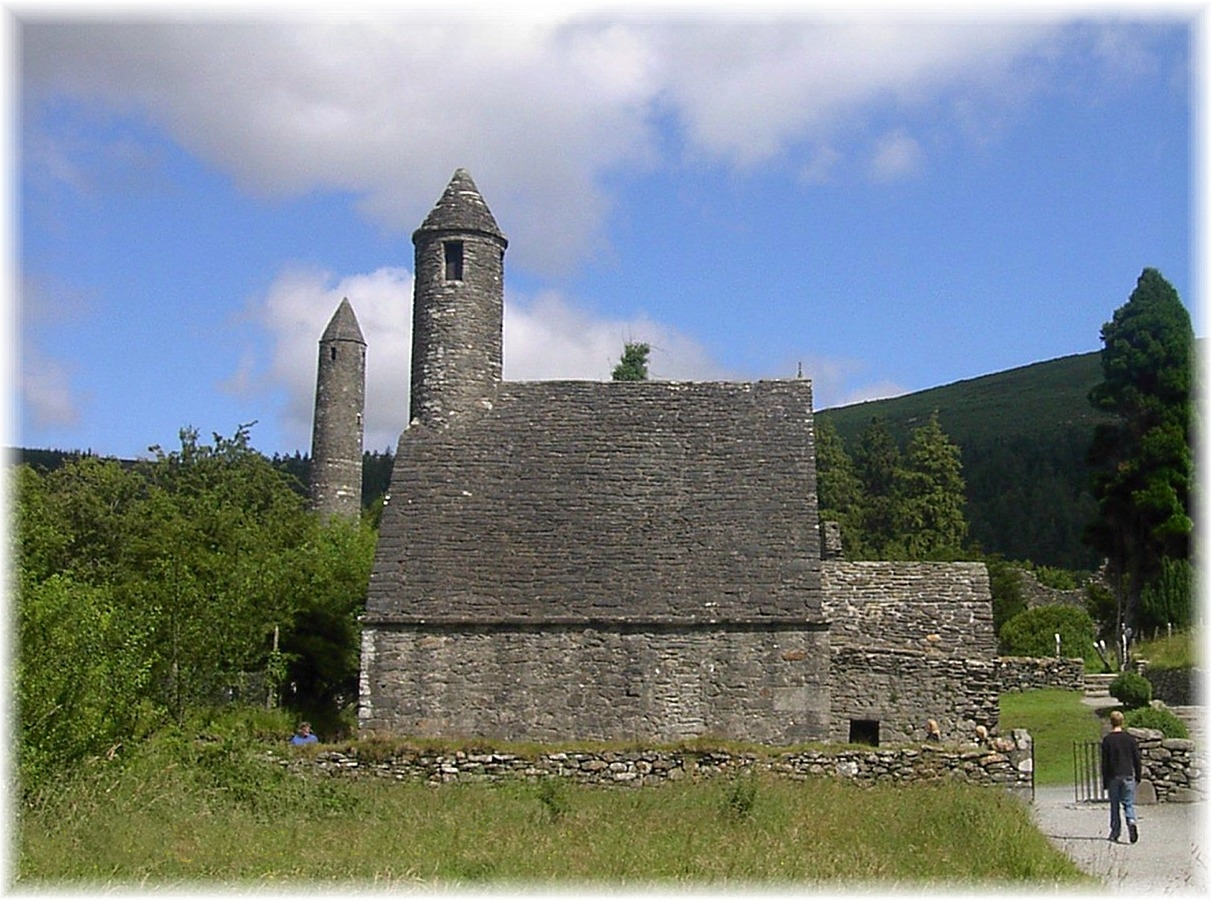
klášter v Glendalough

Glendalough (irsky Gleann Dá Loch, anglicky Walley of Two Lakes, což znamená Údolí dvou jezer) je vesnice s klášterem v hrabství Wicklow v Irsku. Klášter byl založen v 6. století sv. Kevinem, poustevníkem a knězem, zničen byl v roce 1398 anglickým vojskem.
Z kláštera zbyla kamenná věž a kamenné domy, v okolí věže je hřbitov. Do věže se uchylovali obyvatelé vesnice v době ohrožení. Věž neměla žádný vchod, vstupovalo se do ní oknem po provazovém žebříku. Výška věže je 33 metrů a je nejvyšším objektem areálu bývalého kláštera. Místo je významnou památkou z dob nástupu křesťanství v Irsku a je častým cílem zájezdů a rodinných výletů.
Na okraji klášterního areálu se nachází kostel svatého Kevina. Kostel pochází z 11. století a je nejzachovalejším objektem bývalého kláštera. Další sakrální stavbou je románská katedrála, která byla postavena v 10. století. Z ní se však dochovalo jen několik zbytků zdí.

## Poutní místo
Glendalough je významným křesťanským poutním místem. K velkým shromážděním poutníků zde dochází každoročně v období velikonočních svátků. 